# Koschembahr (Adelsgeschlecht)

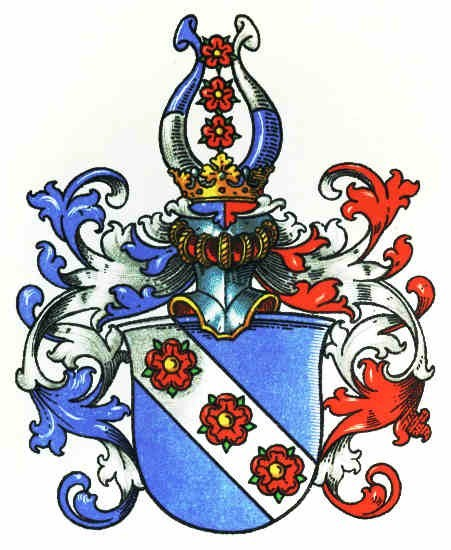
Wappen derer von Koschembahr

Koschembahr ist der Name eines schlesischen Uradelsgeschlechts, das mit Jeske Kossebor, Ritter im Gefolge des Herzogs Johann I. von Troppau-Ratibor 1361 urkundlich erstmals erscheint. Vermutlich gehören auch der unter dem 7. bzw. 19. Juni 1304 in Heinrichauer Gründungsbuch und im Codex diplomaticus Silesiae, XIV erwähnte Jacobus Kossebor, sowie der unter dem 23. Oktober 1359 in einer Urkunde im Breslauer Diözesanarchiv erwähnte Thymo von Koschebor auf Buchwaldsdorf zu diesem Geschlecht.
Die Namensform wechselte im Laufe der Jahrhunderte zwischen Cosebor, Kossebor, Koschebor und Koschen(m)bahr. Bis Ende des 18. Jahrhunderts nannte sich das Geschlecht nach seinem Stammsitz Skorkau in Oberschlesien „von Koschenbar und Skorkau“, zeitweise auch „von Skorkowski“.
Die sichere Stammreihe beginnt mit Hans (Jan) Kossenbohr, genannt Skorkowski, Herrn auf Skorkau und anderen Gütern. Er war um 1564 Landrechtsbeisitzer des Fürstentums Oppeln.

## Besitzungen
Mit dem 180 ha Rittergut in Lederose (Różana) im Kreis Striegau und Türpitz im Kreis Strehlen sowie kleinerer Nebengüter konnten bis zu den Enteignungen 1945 zwei Begüterungen in Schlesien verwaltet werden. Letzter Eigentümer war hier in Personalunion Claus-Ulrich von Koschembahr (1907–1969). Gut Türpitz war seit 1732 in Familienbesitz.

## Wappen
Die Familie führt eine Version des Stammwappens Doliwa. Das Wappen zeigt in Blau einen weißen schrägrechten Balken, der mit drei fünfblättrigen roten Rosen belegt ist. Auf dem gekrönten Helm mit rot-silbernen Decken zwischen zwei von Blau und Silber übereck geteilten Büffelhörnern sind drei rote Rosen pfahlweise übereinander angeordnet.

## Familienmitglieder (chronologisch)
- Christian Wilhelm von Koschenbahr († nach 1726) verheiratet mit Helene Sophie, geborene von Gaffron
  - Hans Siegismund von Koschenbahr (1709–1760), preußischer Major
  - Ernst Julius von Koschenbahr (1715–1776), preußischer Generalmajor
- Karl von Koschembahr (1687–1759), Herr auf Korschlitz verheiratet mit Renate, geborene von Siegroth und Slawikau (1694–1767)
  - Melchior Sylvius von Koschenbahr (1725–1801), preußischer Generalleutnant
- Carl Ludwig von Koschembahr (1723–1781), preußischer Oberforstmeister in Preußen[5][6]
- Gottlob Sylvius Wilhelm von Koschembahr (1756–1803), preußischer Landrat
- Leopold Ernst Gustav von Koschembahr (1768–1842), preußischer Generalmajor
- Eduard von Koschembahr (1790–1850), auf Tützpitz, Landesältester,[7] Landrat Kreis Strehlen
- Oswald von Koschembahr (1817–1889), auf Lederose, Landrat des Kreises Striegau[8][9][10]
- Stanislaus Friedrich Paul von Koschembahr (1859–1914), preußischer Generalmajor